# Inside my heart
『Inside my heart』(インサイド・マイ・ハート)は、光永亮太の1枚目のアルバム。2003年
7月2日発売。発売元はポニーキャニオン。
ヒットシングル「Always」などを収録。

## 収録曲
1. Timeless
  - 作詞：松井五郎／作曲・編曲：島野聡
2. Always　デビューシングル。
  - 作詞：光永亮太／作曲・編曲：Sin
3. 記憶
  - 作詞：矢野睦／作曲：光永亮太、菅浪昌平／編曲：菅浪昌平、箭内健一
4. Wonder
  - 作詞：小林夏海／作曲・編曲：中村仁
5. 小さな世界　2ndシングルのカップリング。
  - 作詞：光永亮太／作曲・編曲：Sin
6. Joy
  - 作詞：光永亮太／作曲・編曲：Sin
7. Eternal
  - 作詞・作曲：光永亮太／編曲：中村優規
8. blow up
  - 作詞：矢野睦／作曲：菅浪昌平／編曲：菅浪昌平、箭内健一
9. いつか君が　2ndシングル。
  - 作詞・作曲：光永亮太／編曲：佐々木康綱
10. 寄り添うように...
  - 作詞・作曲：光永亮太／編曲：中村優規、武藤丸助
11. Always(piano mix)
  - 作詞：光永亮太／作曲・編曲：Sin

## 演奏
- 中村優規
  - Drums (#1.5.10)
  - Programming (#7)
- 大和田治臣：Bass (#1.3.5.8)
- 鈴木健治：Guitar (#1.9)
- 村石雅行：Drums (#2)
- 石成正人：Guitar (#2.6)
- Sin
  - Keyboards (#2.7)
  - Piano (#10)
- 弦一徹ストリングス：Strings (#2)
- 菅浪昌平：Keyboards (#3.8)
- 今井旭：Drum Programming (#3.8)
- 中村仁：Guitar (#4)
- 安田裕美：Guitar (#5.9.10)
- 村山達哉：Strings Arrangement (#5)
- 村山・桐山ストリングス：Strings (#5)
- 細貝千佳子、山本将綱：Special Thanks of Lyric (#5)
- 木島タロー：Special Thanks of Lyric & Chorus Arrangement (#6)
- Sound from Adobe：Chorus (#6)
- 深澤秀行：Programming (#6)
- 木村佳代子：Horn Arrangement, Sax & Horn Conduct (#8)
- 樋口直彦：Guitar (#8)
- 茶谷将彦：Trumpet (#8)
- Big mama：Backing Vocal (#8)
- 小泉ストリングス：Strings (#9)
- 藤田謙一：Programming (#9)
- 武藤丸助：Bass (#10)